# زان (جمع أبرود)
زان (بالفارسية: زان) هي قرية تقع في إيران في قسم جمع أبرود الريفي (مقاطعة دماوند). يقدر عدد سكانها بـ 713 نسمة بحسب إحصاء 2016.